# Beatriz Serrano
Beatriz Serrano (Madrid, 1989) es una periodista y escritora española. Es reconocida por su trabajo en el ámbito del periodismo digital, ha colaborado con medios como BuzzFeed, Vanity Fair, GQ, Vogue, S Moda y El País. También es conocida por ser la codirectora, junto con el escritor Guillermo Alonso Barcia, del pódcast Arsénico Caviar, galardonado en 2023 con el Premio Ondas Globales del Podcast en la categoría de Mejor Conversacional. En 2024, Beatriz Serrano fue finalista del prestigioso Premio Planeta con su libro Fuego en la garganta.

## Biografía
Serrano nació en Madrid, pero creció en Valencia, donde desarrolló su interés por la escritura y la comunicación. Estudió en la Universidad Complutense de Madrid, donde se especializó en Periodismo. Su estilo como periodista es reconocido por su tono ácido y reflexivo, a menudo tocando temas sociales, culturales y de actualidad, con un enfoque irónico que conecta especialmente con las nuevas generaciones. A lo largo de su trayectoria en el periodismo digital, ha tocado temas como la precariedad laboral y las problemáticas sociales de los millennials.

## Carrera literaria
En 2023, publicó su primera novela, El descontento(Temas de Hoy), que recibió una cálida acogida tanto de la crítica como de los lectores. La obra, que aborda las inquietudes de la generación millennial, será traducida a más de diez idiomas en 2025.
En 2024, Beatriz Serrano publicó su segunda novela, Fuego en la garganta, con la cual logró ser finalista del prestigioso Premio Planeta. La novela narra la historia de Blanca, una chica que enfrenta el abandono de su madre y un insólito poder, mientras encuentra consuelo en un grupo de chicas igualmente perdidas y fascinadas por figuras icónicas y un estilo de vida alternativo.

## Legado y estilo
El estilo literario y periodístico de Beatriz Serrano se caracteriza por su mirada crítica hacia los problemas sociales contemporáneos, combinada con una ironía mordaz y una profunda comprensión de los dilemas existenciales de las generaciones actuales. En sus escritos, tanto en artículos periodísticos como en su novela, aborda de manera recurrente los temas de la precariedad emocional, la soledad en el mundo moderno y las dinámicas del entorno laboral. Su obra resalta por su tono directo, pero también por su capacidad para hacer que los lectores reflexionen sobre las tensiones emocionales y sociales que enfrentan los individuos en la actualidad.
A través de su pódcast Arsénico Caviar, ha logrado crear una plataforma de diálogo sobre temas como la cultura pop, la política, y la vida cotidiana, todo desde un enfoque fresco y profundo. En cuanto a su impacto literario, su primera novela marca una importante entrada en el mundo de las letras contemporáneas, siendo considerada una de las voces más relevantes para los jóvenes adultos españoles.

## Obras
- El descontento (2023), Ediciones Temas de Hoy
- Fuego en la garganta (2024), Editorial Planeta

## Premios y reconocimientos
- 2023: Premio Ondas Globales del Podcast a Arsénico Caviar en la categoría de Mejor Conversacional.[12]
- 2024: Finalista Premio Planeta.[13]